# Abbiate Guazzone
Abbiate Guazzone is een plaats (frazione) in de Italiaanse gemeente Tradate.